# イボタクサギ
イボタクサギ Clerodendrum inerme (L.) Gaertn. は、クサギに近縁な低木で、蔓状になる。沖縄の海岸に多い。クサギ属として記載されている事例が多いが、ヴォルカメリア属とする説もある。

## 特徴
常緑で半蔓性の低木で、枝は散開して伸びて2-3mに達する。葉は対生し、葉柄は長さ5-15mm、葉身は革質で卵状楕円形から長楕円形、長さ4-10cmで縁は滑らか。側脈は5-6対、中肋の上面に微毛があり、裏面は全体に微毛と細点がある。
花序は葉腋から出て長い柄があり、花が普通は3個ずつ生じる。萼は長さ4-5mmで5歯がある。花冠は白または紅を帯びた白で、花筒は長さ3cm、そこから5裂して平らに開き、径1-1.5cm。花筒の内側に毛がある。雄蘂は花冠から長く突き出し、紅色を帯びる。核花は倒卵形で長さ13mm。コルク室で熟すと四裂する。種子は2個。
別名にガジャンギ、コバノクサギがある。

## 花の仕組み
本種の花弁は筒状で、その先端から雄しべと雌蘂が突き出す。開花の直後には雄しべが長く伸び出し、花筒先端から30mmほども突き出している。また花糸の色は花筒の内部の部分は白く、突出している部分は紫を帯びる。先端の葯は花粉を放出する。しかし開花の初日とその夜を過ぎると葯はしぼみ、花糸は上向きに巻き込む。雌蘂の方は初日には30nnほどだが次の日、あるいは3日目には60mmにまで伸び出し、柱頭が開き、花は受粉の準備をする。つまりこの種は強い雄性先熟を示す。

## 分布と生育環境
種子島、トカラ列島の宝島から琉球に分布し、国外では台湾、熱帯アジア、ポリネシア、オーストラリアに分布する。海岸や川岸に生える。たとえば沖縄本島でマングローブ群落のあることで知られる慶佐次川ではメヒルギやオヒルギと混成して出現する。

## 分類
同属には樹木になるものが多く、蔓性のものは少ない。日本では帰化種を含めて5種ほどが見られるが、蔓性は本種だけである。